# Tharpyna hirsuta
Tharpyna hirsuta là một loài nhện trong họ Thomisidae.
Loài này thuộc chi Tharpyna. Tharpyna hirsuta được Ludwig Carl Christian Koch miêu tả năm 1875.